# Пфальцский лев

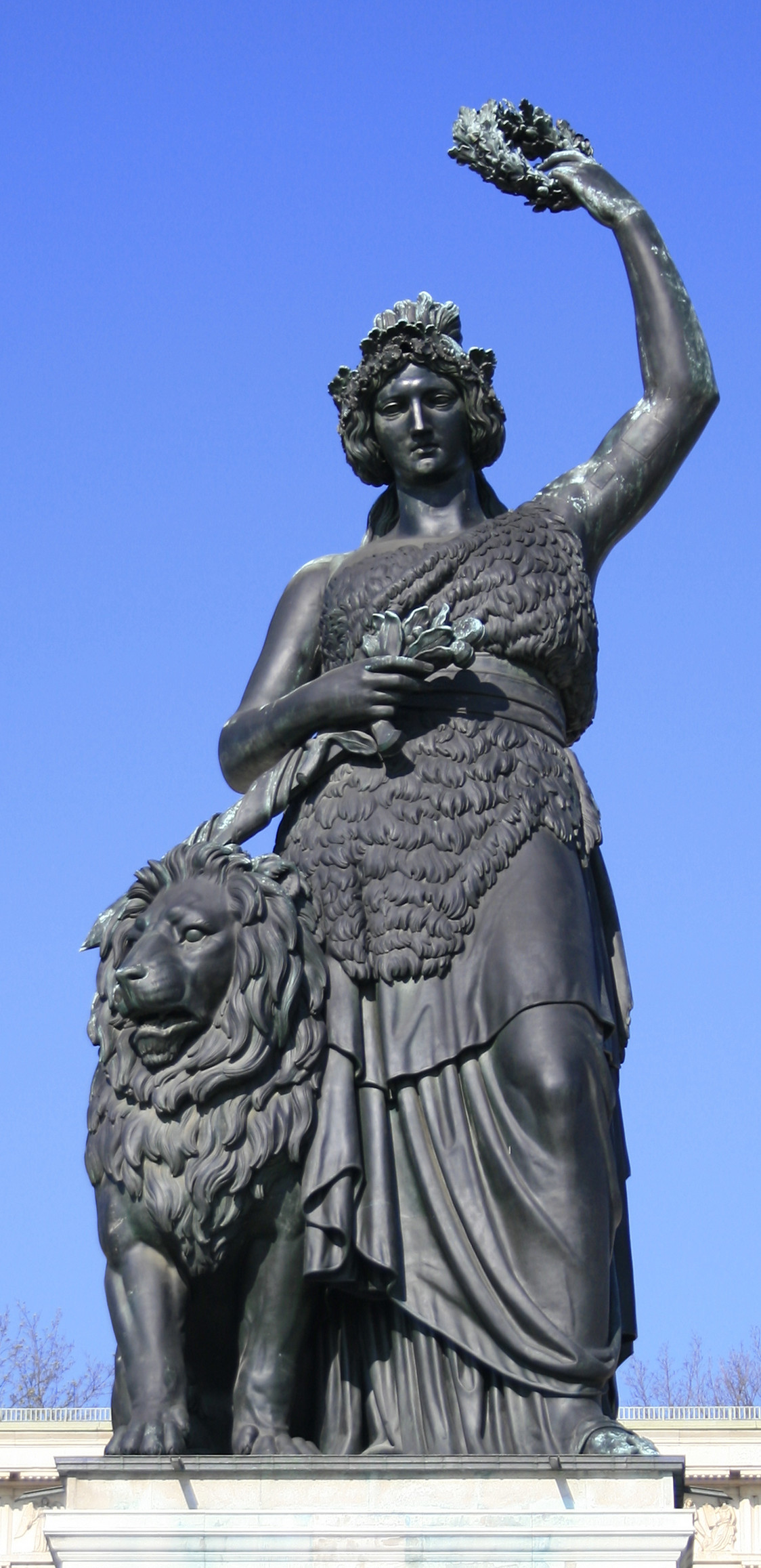
Пфальцский лев и «Бавария».

Исторический герб Пфальца

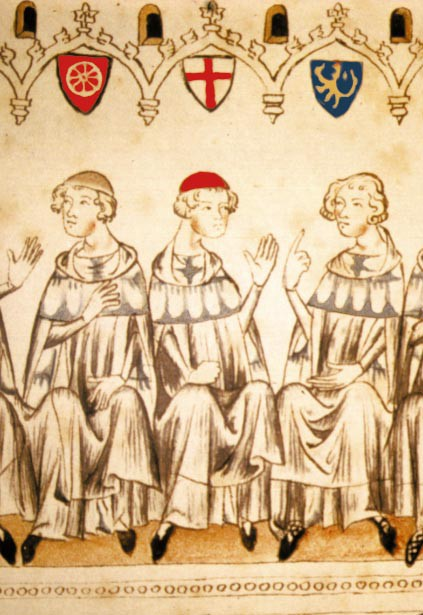
три Курфюрста под своими гербами (1341), слева направо: Петер Майнцский, Бодуэн Трирский и Рудольф пфальцграф Рейнский

Пфальцский лев (нем. Pfälzer Löwe) — изображение мифического животного (льва), применяемое в геральдике германских образований. 
Первоначально Пфальцский лев был частью семейного герба Виттельсбахов и сегодня его можно найти на многих гербах муниципалитетов, округов и регионов в Южной Германии, Эльзасе и австрийском Иннфиртеле.

## Вид
Основной дизайн описывается как золотой лев на чёрном поле, повернут направо, с красной короной, красным языком и красными когтями. Изначально изображался без короны, впервые лев был изображен с красной короной на гербе Цюриха в начале XIV века. Это, вероятно, относится к выдающейся позиции, которой придерживается курфюрст Курпфальца как имперский викарий, начиная с Золотой буллы 1356 года.
В дополнение к этим двум основным формам существует множество вариантов. Многие деревни использовали печати своих правящих семей. Чтобы свести к минимуму риск путаницы, детали герба часто менялись при разрешении права использовать их. Кроме того, в некоторых случаях для соответствия геральдическому правилу использовались другие цвета.

Альбиг[1]
Бамменталь[2]
Гейдельберг
Хельтерсберг[3]
Мангейм[4]
Меккенхайм[5]
Ноймаркт-ин-дер-Оберпфальц (район)[6]
Нойштадт-ан-дер-Вайнштрасе
Рейн-Неккар (район)[7]
Шветцинген[8]
Зельцен[9]
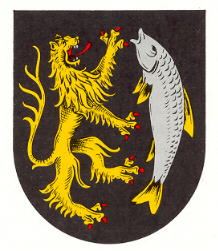
Вальдфишбах
Вормс-Иберсхайм[10]

## История

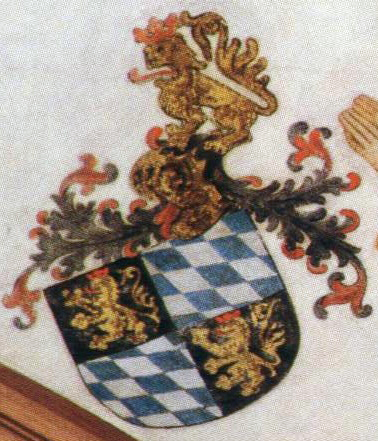
Герб Курпфальца со шлемом и Пфальцским львом как нашлемником; Коллегиальная церковь в Нойштадт-ан-дер-Вайнштрасе, примерно 1420

### Возникновение
Пфальцский лев впервые появляется в Пфальцграфстве Рейнском у виттельсбахского пфальцграфа Оттона II Светлейшего в его печати 1229 года. Однако использование символа, вероятно, старше; он скорее всего использовался предшественниками Виттельсбахов вельфскими пфальцграфами Генрихом Старшим и Генрихом Младшим, которые правили с 1195 по 1214 год. До этого у штауфенского пфальцграфа Конрада, тестя Генриха Старшего, примерно 1190 монет, отчеканенных с изображением льва. Цвета Штауфена были также золотыми и черными.

### Время правления Виттельсбахов
После получения Пфальцграфства Рейнского баварским герцогом Людвигом в 1214 году герцог Оттон II Светлейший унаследовал в середине XIII века графство Боген и, таким образом, их герб с бело-голубыми ромбами. На протяжении столетий золотой лев на чёрном поле и синие и белые ромбы использовались в качестве семейного герба старо-баварских и пфальцских Виттельсбахов. Только в XVI веке началось медленное различие между львом для Пфальца и ромбами для Баварии.
В книге гербов Иоганна Зибмахера 1605 года есть четыре цветных изображения с Пфальцским львом. Изображены гербы Курпфальца, герцогства Баварии, Пфальц-Нейбурга и Пфальц-Лютцельштайна.

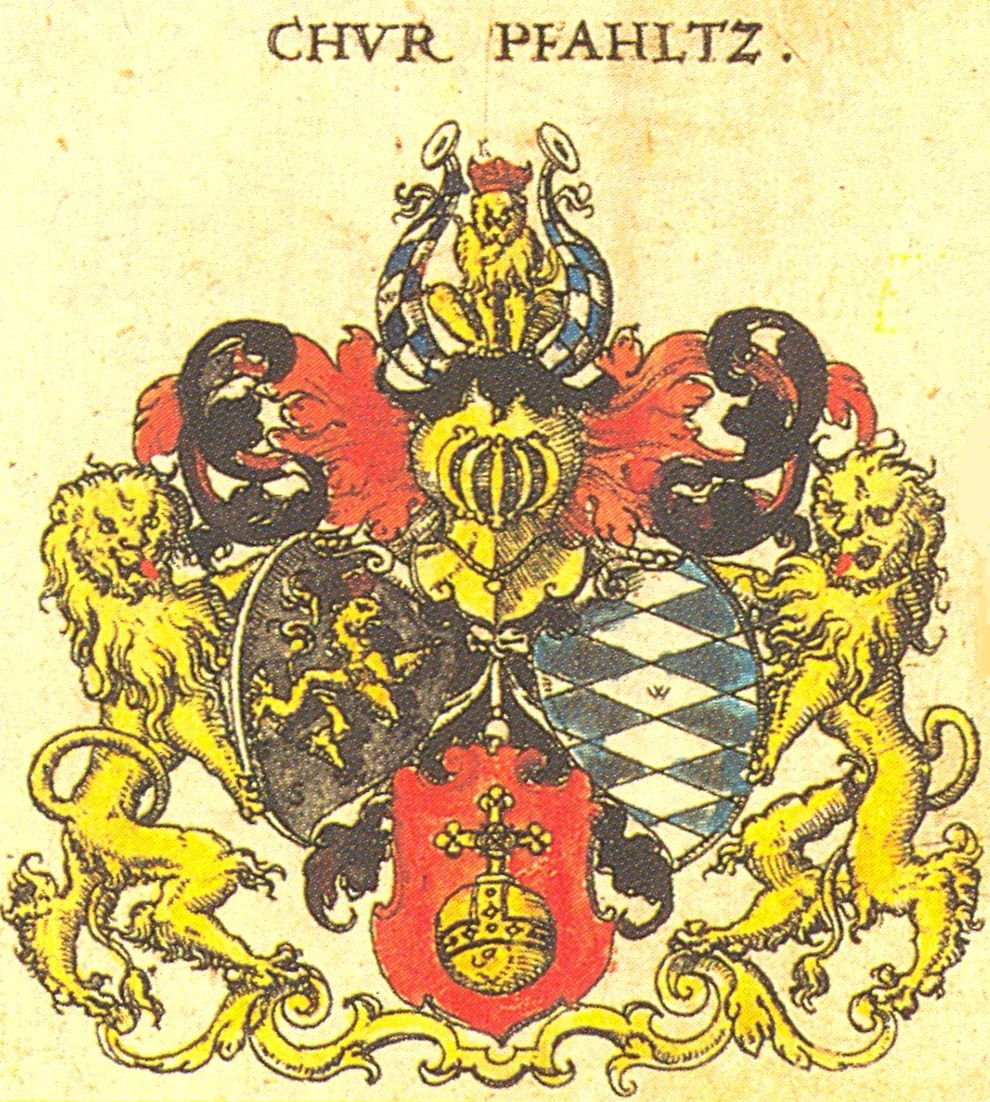
Курпфальц
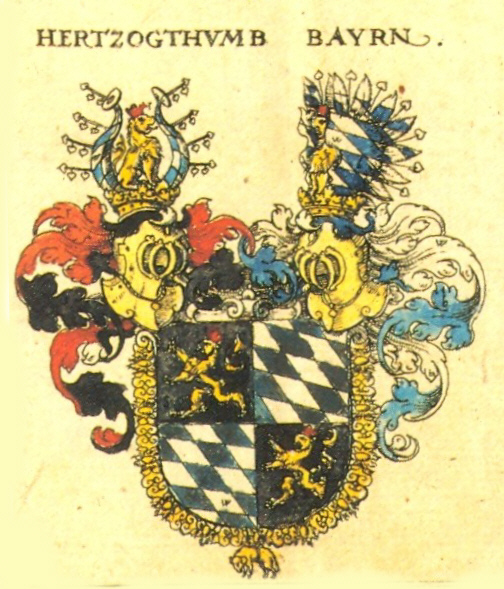
Бавария
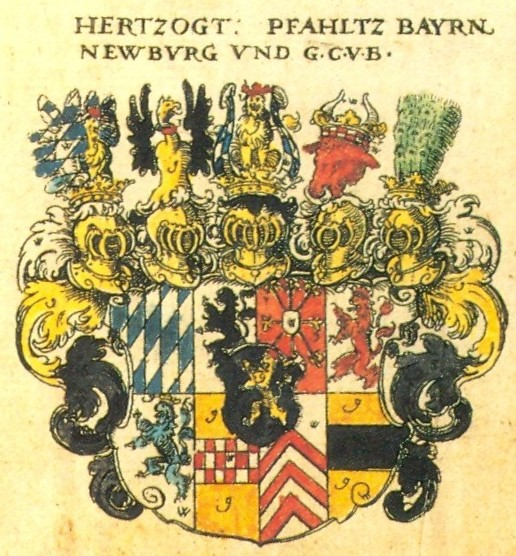
Пфальц-Нейбург
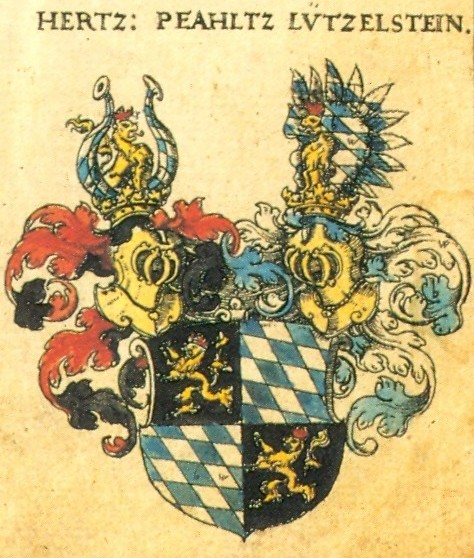
Пфальц-Лютцельштайн

После распада Курпфальца из-за германской медиатизации в 1803 году Пфальцский лев с 1816 года представлял собой на баварском гербе теперь левую часть Королевства Баварии баварский Пфальц, который в 1835 году по распоряжению Людвига I. был переименован в «Пфальц».

### После Второй мировой войны

Герб Рейнланд-Пфальца

После Второй мировой войны Пфальцский лев вновь появился как региональный символ Пфальца, например, на почтовых марках во французской оккупационной зоне. После основания в 1946 году федеральной земли Рейнланд-Пфальц, к которому принадлежал Пфальц, Пфальцский лев занял центральное место на государственном гербе Рейнланд-Пфальца. Другими элементами герба Рейнланд-Пфальца являются Майнцское колесо и Трирский крест. Даже полуофициальный герб провинции Пфальц, существовавший с 1946 по 1968 год и датированный 19-м веком, возглавлял Пфальцский лев, который, таким образом, после включения бывших территорий Майнцского курфюршества и Трирского курфюршества, обозначил площадь сегодняшнего Пфальца.
На сегодняшний день Льва можно найти в государственном гербе трех других федеральных земель: в гербе Баварии (без короны), в гербе Саара и в гербе Баден-Вюртемберга; все три федеративные земли, включая Рейнланд-Пфальц, составляют территорию бывшего Пфальца. Начиная с 1950 года на баварском гербе Лев располагается в правом верхнем поле и обозначает Верхний Пфальц, который когда-то также принадлежал к исконным землям Виттельсбахов. С 1923 по 1934 года Пфальцский лев располагался во втором поле на баварском щите, с 1950 года он был помещен в первое поле, как и на государственном гербе.

## Изображения в Пфальцским львом

### Герб
Основная статья: Список гербов с изображением Пфальцского льва

### Флаг
На флаге короля Баварии, используемый с 1806 по 1919 год, располагался Пфальцский лев во втором и третьем полях флага, на первом и четвёртом полях изображены белые и синие ромбы. С 1909 года существует неофициальный флаг, широко распространенный в регионе, с Пфальцским львом в качестве главной фигуры.

### Печать
Отто Поссе в своей книге «Die Siegel der Deutschen Kaiser und Könige» (Печати немецких Кайзеров и королей) описывал печать курпфальцского имперского викария:
- 1558: Пфальцграф в полной броне на лошади с соответствующим снаряжением (оружие, знамя), на заднем плане княжеский дворец, на лошадиной попоне три щита. В правой части изображен Пфальцский лев, в середине Держава для сенешаля, слева отображены баварские ромбы.
- 1612: На трех частях герба справа изображен Пфальцский лев, в центре — Держава, а слева — баварские ромбы. На шлеме изображен лев в короне, по обеим сторонам льва стоят цифры 16 и 12.